# Acronicta moesta
Acronicta moesta là một loài bướm đêm trong họ Noctuidae.